# Lakunarna amnezija
Lakunarna amnezija poremećaj je karakteriziran sjećanjima koja su fragmentirana, isjeckana. Pacijent se sjeća samo pojedinih detalja nekog događaja. Poremećaj se češće sreće kod bolesti krvnih žila, pa i onih u mozgu, ili kod delirantnih stanja kada svijest oscilira od većeg od manjeg stadija budnosti.

## Pogledajte također
- Anterogradna amnezija
- Retrogradna amnezija
- Hipermnezija
- Hipomnezija